# باول هاريس (لاعب كرة قدم أمريكية)
باول هاريس (بالإنجليزية: Paul Harris)‏ هو لاعب كرة قدم أمريكية أمريكي، ولد في 19 ديسمبر 1954 في موبيل في الولايات المتحدة.

## وصلات خارجية
- بول هاريس على موقع مرجع كرة القدم المحترفة.كوم (الإنجليزية)
- بول هاريس على موقع JustSportsStats.com (الإنجليزية)